# Nonkon
Nonkon est une localité et une commune rurale malienne de l'arrondissement de Nossombougou, dans le cercle de Kolokani et la région de Koulikoro.

## Villages
La commune s'étend sur 20 localités relevées lors du recensement général de 2009. 
Les villages les plus peuplés sont :
- Nonkon (1 760 habitants) ;
- Nantoumana (1 629 habitants) ;
- Ouolodiedo (1 525 habitants).